# Sajangebirge

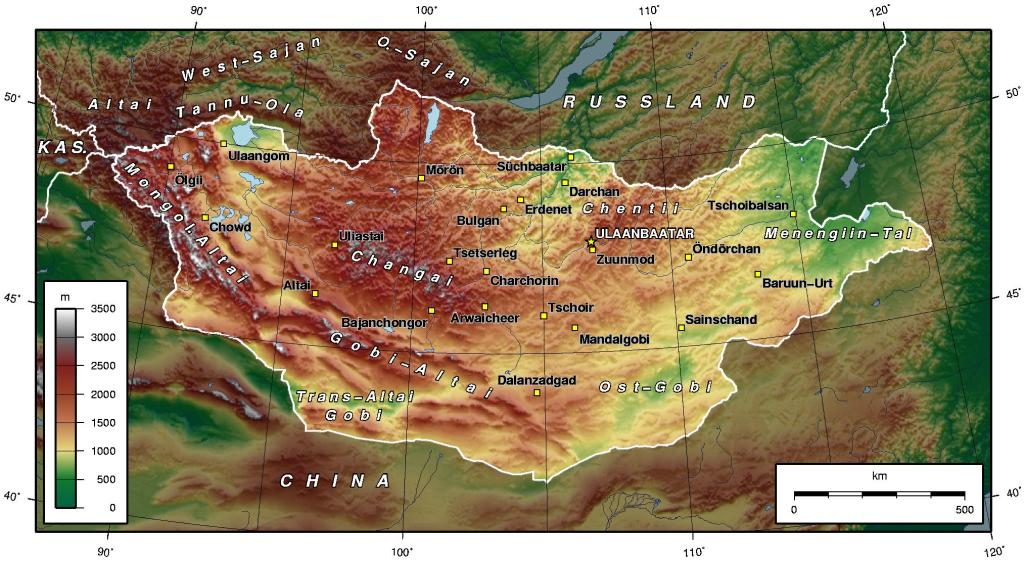
Sajan- und Altai-Gebirge

Das Sajangebirge liegt in Asien als Teil der Südsibirischen Gebirge in Russland und der Mongolei. Das Hochgebirge besteht aus dem niedrigeren Westsajan (max. 3121 m; Kyzyl Taiga) in Russland und dem höheren Ostsajan (max. 3492 m; Munku Sardyk), der in Russland bis zum Baikalsee und auch in die Mongolei reicht.

## Geographische Lage
Im Norden grenzt das Sajangebirge an das Mittelsibirische Bergland, im Osten an die Angara und den Baikalsee, im Süden geht es über das Tuwinische Becken in das Tannu-ola-Gebirge über, im Westen grenzt es an den Altai und im Nordwesten geht es in das Westsibirische Tiefland über. Die Südostausläufer des Ostsajans, an die auch der kristallklare See Chöwsgöl Nuur grenzt, enden in der mongolischen Chöwsgöl-Aimag (Provinz).
Innerhalb des Westsajans entspringt der Abakan, im Ostsajan entspringen Irkut, Großer Jenissei, Kan, Oka, Kisir und Uda. Der Westsajan wird etwa in der Mitte vom Jenissei in Süd-Nord-Richtung durchbrochen. Hier wird die Wasserkraft durch den Sajano-Schuschensker Stausee und den Krasnojarsker Stausee nutzbar gemacht.
Südlich des Sajangebirges liegt die autonome Republik Tuwa. Nördlich liegen die Republik Chakassien und die Region Krasnojarsk. Zwischen Chakassien und Tuwa verläuft eine wichtige Gebirgsstraße über den Westsajan, die im Sajanski-Pass (2206 m) ihren höchsten Punkt erreicht.

## Eiszeit
In dem heute nur kleine Kargletscher aufweisenden Gebirge des Ostsajans flossen eiszeitliche Gletscher vom westlich des Baikalsees gelegenen 3492 m hohen Munku-Sardyk-Massiv und von dem 12.100 km² großen vollständig vergletscherten Granit-Gneis-Plateau (2300 m) des Gebirges sowie den östlich anschließenden 2600 bis 3110 m hohen Gipfeln im Tunkinskaya-Galina-Tal zu einem etwa 30 km breiten Stammgletscher zusammen. Seine nach Osten zum Baikal-See hin abgeflossene Gletscherzunge endete in 500 m Höhe (⊙). Die Chamar-Daban-Berge waren von einer großflächigen, das Talrelief auffüllenden Eiskappe bedeckt. Von ihren Talschlüssen, zum Beispiel vom oberen Sljudjanka-Tal (⊙) aber auch durch Paralleltäler, wie das Snirsdaja-Tal, flossen Auslassgletscher nach Norden zum Baikalsee. Der Snirsdaja-Tal-Auslassgletscher kalbte auf etwa 400 m Höhe in den Baikalsee (⊙). Die würmeiszeitliche Gleichgewichtslinie (ELA) verlief in diesen Gebirgen zwischen 1450 m und 1250 m. Das entspricht einer Absenkung von 1500 m gegenüber der heutigen Höhe. Hieraus ergäbe sich – unter der Bedingung vergleichbarer Niederschlagsverhältnisse – eine eiszeitliche Absenkung der Jahresmitteltemperatur von 7,5 bis 9 °C für die letzte Eiszeit gegenüber heute.